# Luchthaven Belgrado Nikola Tesla
Luchthaven Belgrado Nikola Tesla (Servisch: Аеродром Никола Тесла Београд, Aerodrom Nikola Tesla Beograd) is de voornaamste internationale luchthaven van Servië. Het bevindt zich in het dorp Surčin, ongeveer 12 kilometer ten westen van hoofdstad Belgrado. In 2016 reisden 4.924.992 passagiers via deze luchthaven. De luchthaven is vernoemd naar de van oorsprong Servische wetenschapper Nikola Tesla.